# Bobby Baldwin
Robert 'Bobby' Baldwin (Tulsa (Oklahoma) ca. 1950) is een professioneel Amerikaans pokerspeler.
Toen Baldwin de World Series of Poker van 1978 won, was hij de jongste winnaar van het Main Event in de historie. In 1980 werd hij van die troon gestoten door Stu Ungar, daarna door Phil Hellmuth in 1989 en vervolgens door Peter Eastgate in 2008. Baldwin heeft in totaal vier bracelets gewonnen, allemaal van 1977 tot 1979. In 2003 werd hij toegevoegd aan de Poker Hall of Fame.
In totaal heeft Baldwin meer dan $830,000 bij elkaar gewonnen in live-toernooien.

## Gewonnen bracelets
| Jaar | Toernooi                                    | Prijs (US$) |
| ---- | ------------------------------------------- | ----------- |
| 1977 | $5,000 Seven Card Stud                      | $44,000     |
| 1977 | $10,000 Deuce to Seven Draw                 | $80,000     |
| 1978 | $10,000 No Limit Hold'em World Championship | $210,000    |
| 1979 | $10,000 Deuce to Seven Draw                 | $90,000     |